# 863

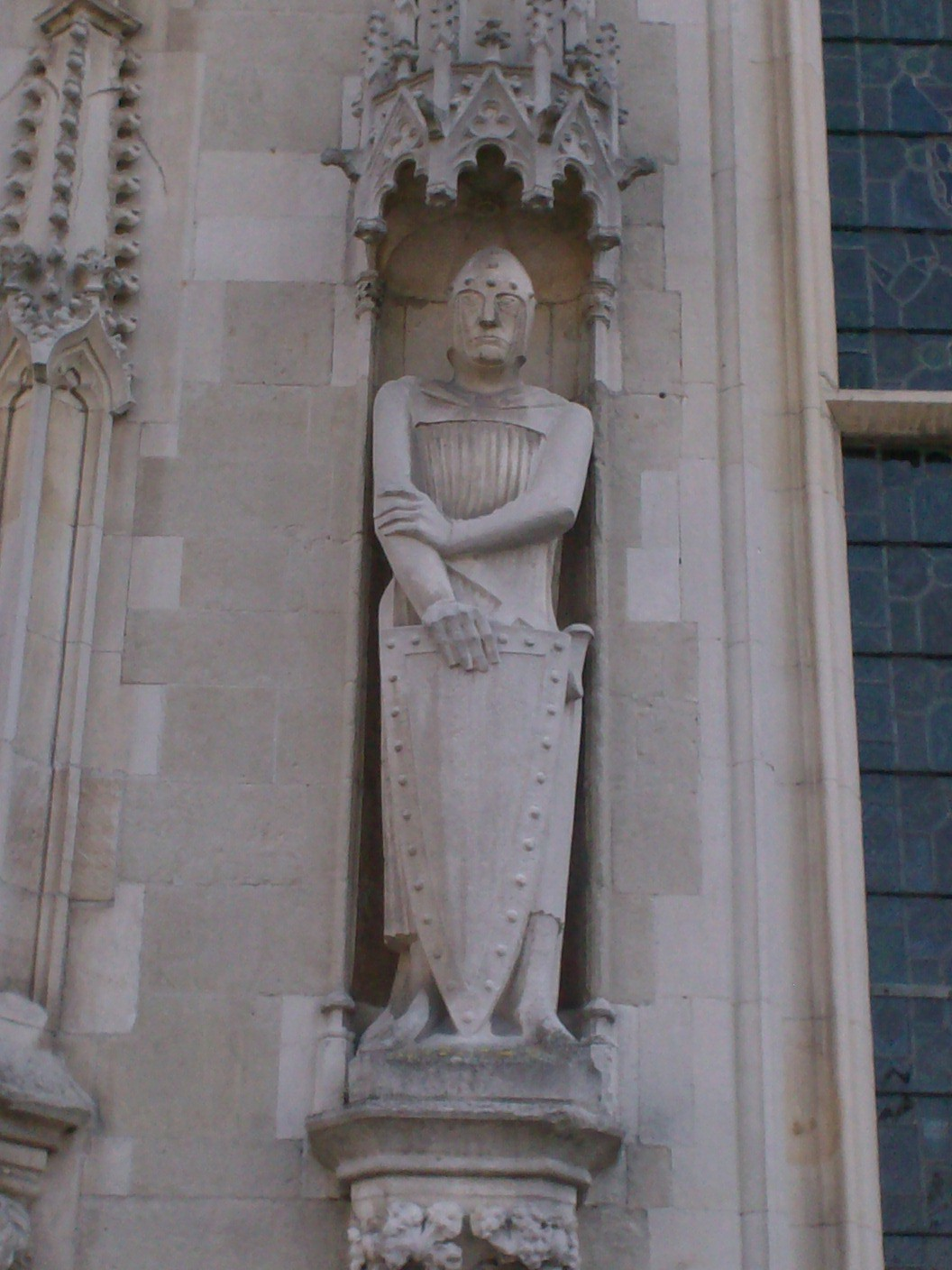
Boudewijn I van Vlaanderen (ca. 840 - 879)

Het jaar 863 is het 63e jaar in de 9e eeuw volgens de christelijke jaartelling.

## Gebeurtenissen

### Europa
- 24 januari - Karel van Provence, de jongste zoon van keizer Lotharius I, overlijdt kinderloos. Zijn broers Lodewijk II en Lotharius II verdelen het Midden-Frankische Rijk.
- Vikingen voeren een rooftocht langs de Rijn en plunderen voor de laatste maal Dorestad. Een Frankische handelsplaats gelegen bij het huidige Wijk bij Duurstede.
- Vikingen voeren een plundertocht in de Rijnvallei en vestigen zich op een eiland bij Keulen. Lotharius II weet met steun van de Saksen hen te verdrijven.
- Vlastimir, heerser (župan) van Servië, overlijdt na een regeerperiode van 27 jaar. Hij wordt opgevolgd door zijn zoon Mutimir. (waarschijnlijke datum)
- Zomer - Boudewijn I met de IJzeren Arm verzoent zich met zijn schoonvader Karel de Kale en wordt erkend als eerste graaf van Vlaanderen.
- 13 december - Boudewijn I trouwt officieel in Auxerre met de 19-jarige Judith, dochter van Karel de Kale. Met wie hij al twee jaar samenleeft.
- Bernard volgt zijn vader Raymond I op als graaf van Toulouse en Rouergue (huidige Aquitanië).
- Koenraad II volgt zijn vader Koenraad I op als graaf van Auxerre (huidige Bourgondië).

## Religie
- Er ontstaat een schisma tussen de Orthodoxe Kerk (Byzantijnse Rijk) en de Katholieke Kerk in Rome. (waarschijnlijke datum)

## Geboren
- Lodewijk III, koning van het West-Frankische Rijk (waarschijnlijke datum)

## Overleden
- 24 januari - Karel van Provence (17), Frankisch koning
- 16 februari - Koenraad I (62), Frankisch graaf
- 4 juni - Karel van Aquitanië, aartsbisschop van Mainz
- Veronus van Lembeek, zoon van Lodewijk de Vrome
- Vlastimir, heerser (župan) van Servië